# Антипатер II Македонски
Антипатер II Македонски (грчки: Ἀντίπατρος Β' ὁ Μακεδών) је био македонски краљ из династије Антипатрида. Владао је од 297. до 294. године п. н. е. као савладар свога брата Александра.

## Биографија
Антипатер је био средњи син Касандра, оснивача династије Антипатрида. Касандар умире 297. године п. н. е. Браћа су се убрзо сукобила те је Антипатер дао протерати Александра, а своју мајку Тесалонику је убио. Александар је затражио помоћ од епирског владара Пира и Антигоновог сина Деметрија I Полиоркета. Обојица су се одазвали позиву и протерали Антипатера из земље. Пир је као награду за помоћ добио Амбракију, Амфилохију и Акарнанију. Након протеривања Антипатера, Пир се повукао у Епир. Антипатер је уточиште потражио у Тракији којом је владао сатрап Лизимах, његов таст. Међутим, Лизимах га је дао убити.